# João I do Palatinado-Simmern
João I do Palatinado-Simmern, o Antigo (em alemão:  Johann I. von Pflaz-Simmern; 15 de maio de 1459 – 27 de janeiro de 1509), foi um nobre alemão da Casa de Wittelsbach, conde palatinado do Reno e Duque do Palatinado-Simmern de 1480 a 1509.

## Biografia

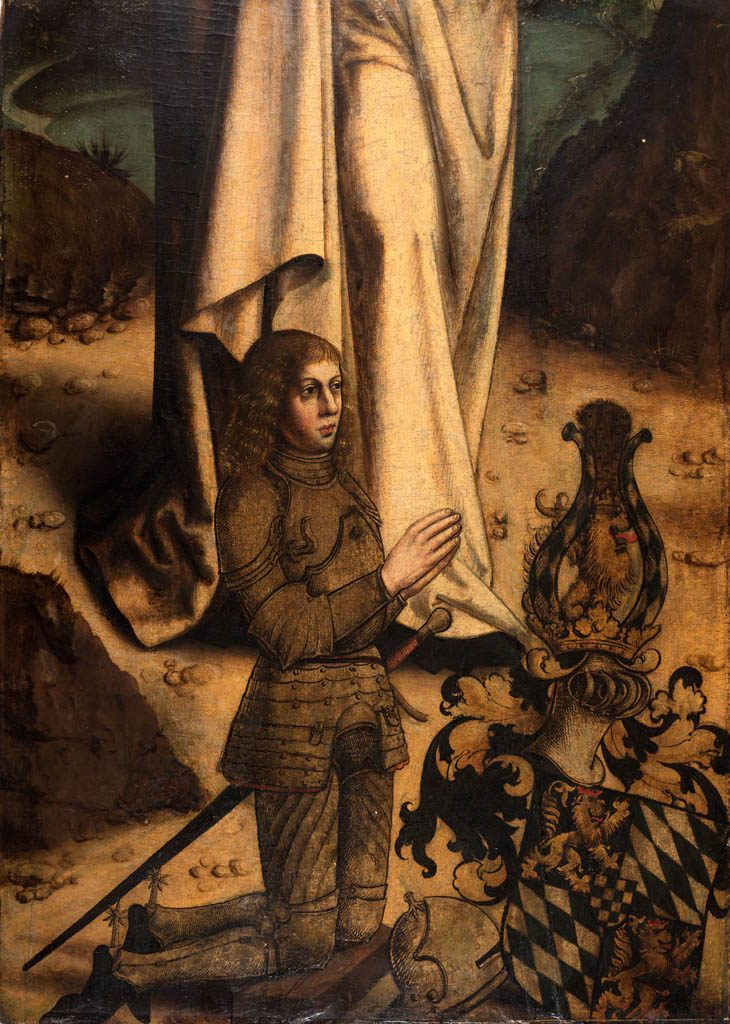
Detalhe do retábulo, provavelmente João I, ajoelhado (mestre Renano, óleo, ca. 1480).

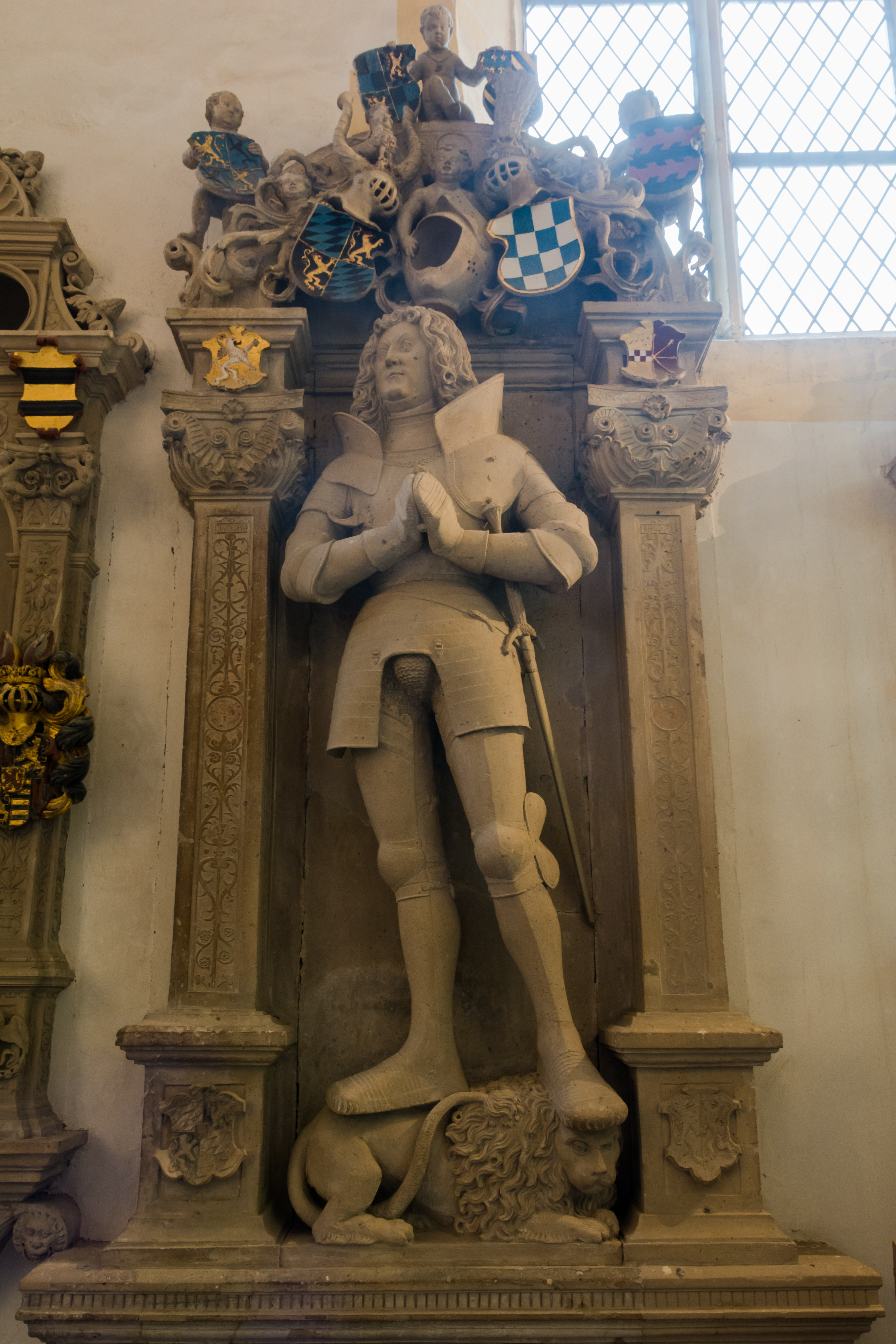
Túmulo com estátua de João I na igreja de Santo Estêvão em Simmern.

João era o filho e sucessor de Frederico I do Palatinado-Simmern (1417-1480), conde palatino e Duque de Simmern, e da sua mulher, Margarida de Gueldres (1436-1486), filha de Arnaldo de Egmond, duque de Gueldres.
A 29 de setembro de 1481 João casa com Joana de Nassau, filha do conde João II de Nassau-Sarrebruck.
Teve um papel importante na construção de novos edifícios, nomeadamente aumentando a sua residência em Simmern, a capital, na construção da igreja de Santo Estêvão (com base numa estrutura já existente) e mandando edificar a Câmara Municipal.
Também a ele se deve a conclusão do mosteiro franciscano de São Wolfgang em Bad Kreuznach.
Na Guerra da Sucessão de Landshut, consegue preservar a neutralidade, o que salva o seu estado da devastação contrariamente ao que acontece no Palatinado do Reno. Esse conflito permite-lhe também expandir os seus territórios, incorporando partes do antigo Condado de Sponheim.
Morre em Starkenburgo em 1509, sendo sepultado em Simmern, no túmulo ducal que fora construído na igreja de Santo Estêvão.

## Casamento e descendência
Do seu casamento com Joana de Nassau-Sarrebruck (14 de abril de 1464 – 7 de maio de 1521) teve três filhos:
1. Frederico (Friedrich] (1490);
2. João II (Johann) 21 de março de 1492 – 18 de maio de 1557) que lhe sucedeu;
3. Frederico (Friedrich) (1494–?)